# 24-та окрема авіаційна ескадрилья ПВ КДБ СРСР
24-та окрема авіаційна ескадрилья ПВ КДБ СРСР — авіаційне формування Прикордонних військ КДБ СРСР. Місце постійного базування сил і засобів авіації м.Одеса.

## Історія
На підставі наказу Начальника військ Червонопрапорного Ордену Трудового Червоного Прапору СРСР Західного Прикордонного округу КДБ СРСР генерал-лейтенанта В. Стуса та на виконання наказу Голови КДБ №0069 від 7.05.1986 року була сформована 24-та окрема авіаційна ескадрилья, яка увійшла до складу 26-го прикордонного загону з місцем базування в місті Одеса.
У 1992 році особовий склад 24-тої окремої авіаційної ескадрильї ПВ КДБ СРСР склав присягу на вірність українському народові.